# Langenwolschendorf
Langenwolschendorf è un comune di  842 abitanti della Turingia, in Germania.
Appartiene al circondario (Landkreis) di Greiz (targa GRZ) ed è amministrato dal "comune amministratore" (Erfüllende Gemeinde) di Zeulenroda-Triebes.